# Die Mannequin
Die Mannequin est un groupe canadien de rock alternatif, originaire de Toronto, en Ontario. Il est mené par la guitariste et chanteuse Care Failure (née Caroline Kawa). Ils jouent le Next Big Thing au Edgefest 1 en 2006, après avoir tourné à l'Est du pays avec Buckcherry pendant leur tournée canadienne. Die Mannequin ouvre aussi pour Guns N' Roses pendant leur tournée nord-américaine en 2006 et jouent en soutien à Sum 41 pendant leur tournée Strength in Numbers à la fin 2007. Ils tournent en Europe à plusieurs occasions, seuls et en ouverture pour Danko Jones en 2008.

## Historique
Formé des cendres du quatuor The Bloody Mannequins, de Care Failure, Die Mannequin est formé au printemps 2006 lorsque Failure publie son premier EP, How to Kill, chez How to Kill Records/Cordless Recordings. Elle chante et joue de la guitare et de la basse sur l'EP à défaut d'avoir des chœurs permanents. Jesse F. Keeler de Death from Above 1979 se charge des morceaux de batterie et de la production. L'EP comprend quatre chansons et est produit par Keeler et Al-P de MSTRKRFT et est masterisé par Ryan Mills au studio Joao Carvalho Mastering. Care Failure est aussi membre du supergroupe The Big Dirty Band, qui comprend des membres du groupe de hard rock canadien Rush, notamment.
Failure recrute plus tard ses amis de longue date, Ethan Kath (Ethan Deth) (de Kill Cheerleader) et Pat M. (alias Ghostwolf), pour jouer de la basse et de la batterie. Deth est rapidement remplacé par Anthony « Useless » Bleed, également membre de Kill Cheerleader. Il joue de la basse et s'occupe des chœurs. Managé par Shull Management, Die Mannequin signe avec EMI Publishing en été 2006, et lancent leur propre label, How to Kill Records, qui est distribué par Warner Music Canada. Ils sont booké pour ouvrir pour Guns N' Roses à leur tournée estivale nord-américaine,.
Le 4 juillet 2007, DMage est publié sur iTunes lorsque Autumn Cannibalist est mis en téléchargement libre. Die Mannequin publie un nouvel EP à la fin 2007, intitulé Slaughter Daughter. Deux chansons, Do It or Die et Saved by Strangers, sont produites par Ian D'Sa de Billy Talent. Les deux autres chansons, Upside Down Cross et Lonely of a Woman, sont produites par Junior Sanchez. Les deux EP sont compilés en un disque appelé Unicorn Steak. Un clip est enregistré après la sortie de Unicorn Steak, pour le morceau Saved by Strangers, réalisé par Bruce McDonald. Il a aussi réalisé le documentaire de Die Mannequin, The Rawside of Die Mannequin, qui sera diffusé au festival torontois North by North East, le 15 juin 2008. En 2009, Die Mannequin prend part à la série de documentaires appelée City Sonic. La série, qui fait participer 20 groupes torontois, fait aussi participer Care Failure et ses mémoires sur CFNY, 102.1 the Edge.
Le 21 mars 2012, Die Mannequin annonce de nouvelles chansons.
Le 30 mars 2023, Caroline Kawa "Care Failure" décède d'une maladie infectieuse atteignant son cœur à l'âge de 36 ans.

## Membres

### Membres actuels
- Caroline « Care Failure » (†) Kawa - chant, guitare, basse (2005-2023)
- Kevin James Maher (Kevvy Mental) - basse, chœurs (depuis 2015)
- Keith Heppler - batterie, percussions (depuis 2015)
- J.C. Sandoval - guitare, chœurs (depuis 2015)

### Anciens membres
- Anthony « Useless » Bleed - basse, chœurs (2006–2014)
- Dazzer Scott - batterie, percussions (2009–2014)
- Stacy Stray - guitare, chœurs (2009–2014)
- Ethan Kath (Ethan Deth) - basse (2006)
- Ghostwolf - batterie, percussions (2006–2009)

### Membres de session
- Jesse F. Keeler - batterie, percussions (sur l'EP How to Kill)
- Jack Irons - batterie, percussions (sur l'EP Fino + Bleed)

## Discographie

### Albums studio
- 2009 : Fino + Bleed
- 2014 : Neon Zero

### Compilations
- 2008 : 'Unicorn Steak

### EP
- 2006 : How to Kill
- 2007 : Slaughter Daughter'
- 2012 : Danceland (76e des charts canadiens)[12]

### Singles
| Année                           | Chanson               | Classement | Classement | Album         |
| Année                           | Chanson               | CAN Alt ,  | CAN Rock   | Album         |
| ------------------------------- | --------------------- | ---------- | ---------- | ------------- |
| 2006                            | Autumn Cannibalist    | ×          | ×          | How To Kill   |
| 2008                            | Do It Or Die          | ×          | ×          | Unicorn Steak |
| 2008                            | Saved By Strangers    | ×          | ×          | Unicorn Steak |
| 2009                            | Bad Medicine          | 11         | —          | Fino + Bleed  |
| 2009                            | Dead Honey            | 32         | 35         | Fino + Bleed  |
| 2009                            | Miss Americvnt        | —          | —          | Fino + Bleed  |
| 2012                            | Orson Welles and 2012 | 48         | —          | Danceland     |
| 2014                            | Sucker Punch          | x          | x          | Neon Zero     |
| « — » aucun classement atteint. |                       |            |            |               |